# Apocalipse 10
Apocalipse 10 é o décimo capítulo do Livro do Apocalipse (também chamado de "Apocalipse de João") no Novo Testamento da Bíblia cristã. O livro todo é tradicionalmente atribuído a João de Patmos, uma figura geralmente identificada como sendo o apóstolo João.
Este capítulo continua a narrativa das sete trombetas.

## Texto
O texto original está escrito em grego koiné e contém 11 versículos. Alguns dos mais antigos manuscritos contendo porções deste capítulo são:
- Papiro 115 (c. 275, versículos 1-4, 8-11)
- Papiro 47 (século III, completo)
- Papiro 85 (século IV, versículos 1-2, 5-9)
- Codex Sinaiticus (330-360, completo)
- Codex Alexandrinus (400-440, completo)
- Codex Ephraemi Rescriptus (c. 450, versículos 1-9)

## Estrutura

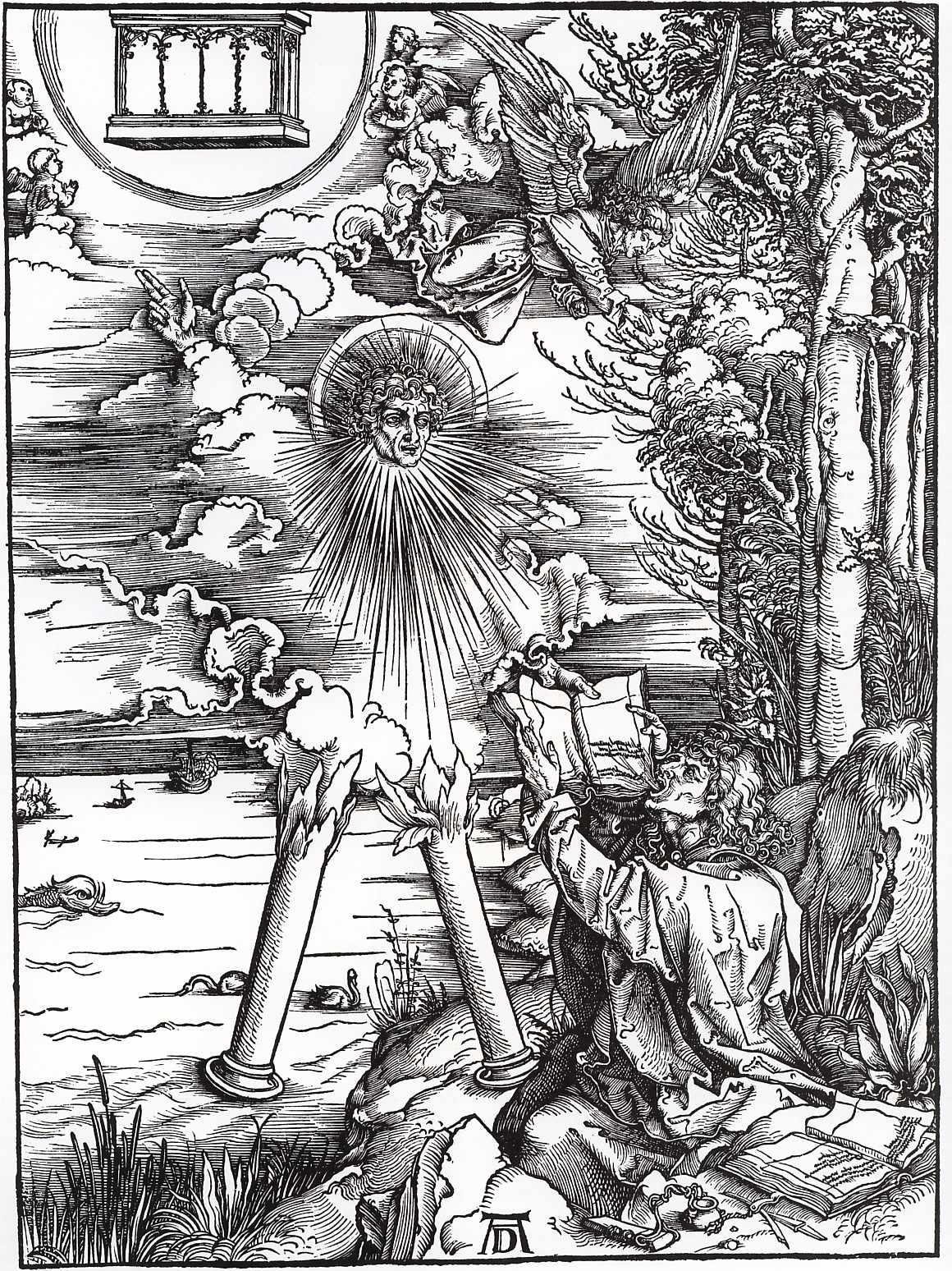
"João devora o Livrinho"
Gravura de Albrecht Dürer (1497-1498).

Este curto capítulo pode ser dividido em duas seções distintas, continuando a descrição das sete trombetas iniciada em Apocalipse 8:
- "O Anjo Poderoso e o Livrinho" (versículos 1-7)
- "João come o Livrinho" (versículos 8-11)

## Conteúdo
Ainda no contexto da sexta trombeta no final do capítulo anterior, João relata que um novo anjo desceu do céu com um "livrinho aberto" na mão. Sua voz soou como o rugido de um leão e sete trovões ressoaram o que foi dito, mas "uma voz do céu" impediu que João escrevesse o que ouviu. O anjo elevou sua mão direita para o céu e jurou "pelo que vive pelos séculos dos séculos" e criador de todas as coisas que "nos dias da voz do sétimo anjo, quando este estiver para tocar a trombeta, então se cumprirá o mistério de Deus, segundo ele anunciou aos seus servos, os profetas" (Apocalipse 10:1–7).
A mesma voz do céu falou com João e ordenou que ele fosse até o anjo, lhe pedisse o livrinho e o comesse em seguida. Apesar do "amargor no ventre", sua boca "ficou doce como mel" e a voz lhe disse:
| “ | «Cumpre que ainda profetizes a respeito de muitos povos, raças, línguas e reis.» (Apocalipse 10:11) | ” |